# F4 (Unternehmen)
F4 ist eine französische Gesellschaft, die Massive Multiplayer Online Games entwirft und entwickelt. Sie wurde 2002 gegründet.
Die Entwicklungsarbeiten finden in Paris statt, in der Nähe der Avenue des Champs-Élysées.
Sie ist ebenfalls in Asien vertreten, mit Niederlassungen in Hong-Kong, Peking und Schanghai. Diese sind auf den Vertrieb der Videospiele für den asiatischen Markt ausgerichtet.
F4 ist Teil einer Gruppe von Unternehmen, die aus der Softwareentwicklungsindustrie und aus der Wissenschaft kommen.

## Produkte
- Empire of Sports (Veröffentlichungsdatum noch nicht bekannt), erstes Sport-MMORPG. Es existiert eine Prolog-Version.
- Exalight Reloaded (2009), Massive Multiplayer Online Game mit futuristischen Kursen und Fahrzeugen
- Lafuma Unlimit 2 (2007)
- Eco - Battle with Detritus (2006)
- Lafuma Unlimit (2005)
- Stardust Academy (Prototyp) (2005)
- Castle! Castle! (Prototyp) (2004)
- Trium Planeta (Prototyp) (2003)
- Pocket Castle (Prototyp) (2002)

## Positionierung
Zentriert auf Themen, die von herkömmlichen persistenten Welten selten angesprochen werden, so wie Sport und Autorennen, zielen die Spiele von F4 auf Familien und die breite Öffentlichkeit.
Sie kombinieren:
- herkömmliche klassische Spielelemente von MMOGs, wie das Entwickeln der Fähigkeiten der Charaktere durch Aktivitäten im Spiel (Tennis- und Fußballspiele, Skiabfahrt, Autorennen usw.)
- Spielbereiche, die von einer großen Anzahl von Menschen verstanden werden kann, da sie auf vertrauten Welten basieren, ein schnell zu erlernendes Gameplay haben und Konzepte von Geschicklichkeitsspielen beinhalten
- Konzepte von sozialen Netzwerken zur Kommunikation, die es erlauben, Beziehungen zwischen Spielern aufzubauen und gemeinsame Interessen zu verfolgen,
- eine virtuelle Wirtschaft, die hauptsächlich von asiatischen Spielen inspiriert wurde und auf dem Verkaufen von Gegenständen mittels Micro Transactions beruht

## Kenndaten
Hervorgehend aus einem Zusammenschluss der Welten des Ingenieurs und des Kreativen, vereinigt F4 grundsätzlich verschiedene Kulturen
- Die Geschäftsleitung, sich aus Personen aus dem Ministerkabinett und großen französischen Industriegruppen zusammensetzt, Trägerin von Produktionsmethoden und Management von innovativen Projekten der Videospieleindustrie.

- Die hochrangige Entwicklungsabteilung, die sich aus Personen zusammensetzt, die aus bekannten Informatik- und High-Tech-Unternehmen stammen und die die gesamte Technologie, die von den von F4 entwickelten MMOGs benutzt wird, konzipiert haben (dazu zählen Netzwerkplattform, Web-Technologien, 3D-Engines und Physik-Engines …)

- Multikulturelle Kreativabteilungen (Game-Design, Grafikdesign), die durch ihre Leidenschaft zu Spielen vereint werden.

## Empire of Sports
Aus einem Zusammenschluss von F4 und der Schweizer Sportrechte-Agentur Infront Sports & Media (weltweit auf Platz 2 des Sportmarketings) entsteht das erste Multisportuniversum auf dem PC.
Zurzeit liegt das Spiel in einer Prolog-Version vor.
Das Massively Multiplayer Online Role-Playing Game (MMORPG) erlaubt es einem, seine virtuelle Identität (seinen Avatar) interagieren und fortschreiten zu lassen im Kreise der Community, indem verschiedene Sportarten ausgeübt werden (Fußball, Tennis, Basketball, Ski, Bobschlitten, Leichtathletik …)
Mit dem Avatar schlüpft man in die Rolle eines einzigartigen Sportlers, der Fortschritte macht und nach und nach eine grandiose Entwicklung zeigt. Dabei kann er in verschiedenen Bereichen spielen:
- in der Stadt,
- im Gesamtklassement,
- in Einzeldisziplinen
- auf Fußballfeldern und Tennisplätzen.

Das Spiel bringt so viele Spieler hinter ihrem Rechner zusammen, wie es Personen auf dem Feld gibt.
Die Sportarten sind in sich geschlossene Spiele, über denen eine Metaebene erschaffen wurde, die einen rollenspielähnlichen Charakter hat. Für jede Sportart haben die Entwickler eine eigene Spielmechanik, unterschiedliche Animationen und eine individuelle Oberfläche geschaffen. Dabei wurde jedoch darauf geachtet, dass sich die Spiele zu einem Ganzen zusammenfassen lassen, gerade im Bereich der Spielsteuerung.
Der Mix zwischen Rollenspiel und Action bringt eine ganze Reihe von Herausforderungen: Für jede Sportart muss die Gesamtheit der Aktionen durch eine große Anzahl von Daten (gerade bei den Mannschaftssportarten) verwaltet werden. Dies muss mit den Gegebenheiten der Netzwerkinfrastruktur (aufgrund derer jeder Client die Szene ein kleines bisschen anders angezeigt bekommt, als die Mitstreiter - verursacht durch Netzwerkeffekte wie Lag) und den Einschränkungen der Spieler bezüglich des Gameplays (bestimmt durch die Geschicklichkeit des Spielers und den Fähigkeiten seines Avatars) übereingebracht werden.